# 353

## Esdeveniments
- Batalla de Mons Seleucus: emperador romà Constanci II derrota l'usurpador Magnenci, que se suïcida posteriorment per no ser capturat. Constantí esdevé l'únic emperador i reunifica l'Imperi.
- Constantí II envia Paulus Catena, un alt funcionari del seu govern, a Britànnia perquè perseguixi i castigui els partidaris de Magneci. La seva repressió serà tan cruel i gratuïta que li farà guanyar el malnom de Catena, "cadena", i l'enfrontament amb el vicari Flavius Martinus. Encara que aquest darrer era un lleial seguidor de Constantí, Catena l'acusa de traïció i el mena al suïcidi
- Constanci II convoca un conciliabulum a Arle (Concili d'Arle del 353) i s'hi condemna Atanasi com a patriarca d'Alexandria en el marc de la contesa del catolicisme amb l'arianisme
- A la Xina, el cal·lígraf Wang Xizhi elabora el Lantingji Xu ("Prefaci als poemes aplegats al Pavelló de les Orquídies"), considerat una mostra excepcional en el seu gènere i un exemple per successives generacions de cal·lígrafs
- Nerses I, net de Gregori l'Il·luminador és nomenat patriarca de l'Església Apostòlica Armènia, i romandrà al càrrec fins a la seva mort el 373
- Els francs destrueixen Bonna (l'actual Bonn, a Alemanya), important aquarterament militar i seu de la Legió I Minervia
- Comença la guerra entre l'Imperi Sassànida de Sapor II i els nòmades orientals de la Transoxiana (a l'Uzbekistan actual), que durà fins al 358
- Monjos budistes s'estableixen a les coves de Mogao, prop de Dunhuang, a la província xinesa de Gansu[1]
- A l'Àsia Menor, els isauris, furiosos perquè alguns dels seus havien estat capturats per a fer de gladiadors, es revolten, comencen a atacar els vaixells que s'acosten a la costa de Pamfília i bloquegen el port de Selèucia (a l'actual Turquia)

## Naixements
- Paulí de Nola, bisbe i sant

## Necrològiques
- 11 d'agost - Magnenci, emperador romà del 350 al 353
- 18 d'agost - Magnenci Decenci, militar i cònsol romà, que se suïcidà a Sens
- Flavius Martinus, vicarius romà a Britànnia
- Zhang Chonghua, duc de Xiping i príncep regent de Liang